# 1844
1844 (MDCCCXLIV) fue un año bisiesto comenzado en lunes según el calendario gregoriano.

## Acontecimientos

### Enero
- Se destapa la Conspiración de la Escalera en Cuba, por la cual los esclavos negros pretendían levantarse para pedir su libertad, se inicia el Año del Cuero.
- 7 de enero: El explorador, lingüista y misionero luterano alemán Johann Ludwig Krapf llega a Zanzíbar. El 13 de marzo se desplazará a Mombasa y comenzará su trabajo misionero en África Oriental, centrado en el pueblo Oromo.[1]

### Febrero
- 1 de febrero: En Argelia, tras la conquista por Francia, se crean por el general Thomas Robert Bugeaud las "Oficinas árabes" bajo la autoridad de la dirección de los Asuntos Árabes en los departamentos franceses de Argelia: Argel, Orán y Constantina.[2]
- 27 de febrero: Proclamación de la Independencia de la República Dominicana en el este de la isla de La Española, después de 22 años de dominación por Haití.[3]
- 28 de febrero: En Estados Unidos, durante la inauguración de la fragata de hélice USS Princeton entre Alexandría y Mount Vernon con cientos de invitados, entre los que estaba el Presidente de los Estados Unidos y gran parte del gobierno, una explosión accidental de un cañón de 12 pulgadas tuvo lugar, matando a seis personas, entre ellas el secretario de Estado y el secretario de la Armada.[4]

### Marzo
- 3 de marzo: En Tahití, un centinela francés es desarmado por un nativo, y el misionero protestante británico Georges Pritchard es detenido por los franceses como instigador del suceso, y expulsado el 13 de marzo. Comienzo del affaire Pritchard que causó tensiones importantes entre Francia y Gran Bretaña.[5]
- 4 de marzo: En Argelia, en la guerra de Francia contra las fuerzas de Abd al-Qádir, toma de Biskra por el duque de Aumale, que recibe la sumisión de N'Gaous el 24 de marzo.[6]
- 6 de marzo: En Ghana se firma un acuerdo entre el Imperio británico y los pueblos Fanti costeros de Costa Dorada, en el que estos se comprometían a renunciar a los sacrificios humanos y otras costumbres bárbaras, por los beneficios de la administración colonial británica.[7]
- 8 de marzo: Comienzo del reinado de Oscar I, rey de Suecia y Noruega (hasta 1859), a la muerte de su padre Carlos XIV de Suecia.[8] Será un rey liberal moderado, que fomentará el escandinavismo con el apoyo inglés.[9]
- 14 de marzo: En Paraguay, al término del período de Consulado, Carlos Antonio López es nombrado primer presidente de la República por el Congreso.[10]
- 16 de marzo: Grecia adopta una constitución con una monarquía constitucional y un Parlamento bicameral, inspirada en la constitución francesa de 1830 y la belga de 1831, con Cámara Alta de designación real, y Cámara Baja elegida por sufragio universal.[11]
- 21 de marzo: En Tahití, dos soldados franceses son asesinados por nativos en el fuerte de Taravao, lo que desencadena un bombardeo de los pueblos de la costa, y el comienzo de una guerra de guerrillas de los nativos de la reina exiliada Pōmare IV de Tahití contra Francia hasta finales de 1846.[12]
- 21 de marzo: Día del año nuevo (Naw-Rúz) e inicio del calendario bahaí en el año en que El Bab anunció la llegada del profeta Bahá'u'lláh de la fe bahaí.[13]
- 21 de marzo: El Sultán Abdülmecit I del Imperio Otomano firma un Edicto de Tolerancia bajo presión de Gran Bretaña para parar las persecuciones a los cristianos, que prohibía la ejecución de los apóstatas convertidos al cristianismo, y permitía a los judíos establecerse y comprar tierras en Tierra Santa.[14]
- 23 de marzo: En España, la reina María Cristina regresa desde Roma a Madrid tras su destierro, a la caída en el gobierno del general Espartero.[15]
- 30 de marzo: en la ciudad de Santiago de los Caballeros (República Dominicana) se libra la segunda batalla por la independencia de ese país. Vence el general José María Imbert.

Mapa de Texas en 1844

### Abril
- 1 de abril: Tratado colectivo de los jefes tribales con el Gobernador de Senegal, asegurando a Francia la soberanía y la posesión exclusivas del río Gabón, de sus dos orillas y sus afluentes.[16]
- 2 de abril: En el	Reino Unido, cierre de la prisión del Fleet para deudores, un jalón importante en la lucha por los derechos humanos. Los muros y la prisión fueron demolidos en 1846.[17]
- 12 de abril: En Estados Unidos, el presidente John Tyler firma un tratado para la anexión de Texas con Samuel Houston y Anson Jones, pero es rechazado por el Senado el 8 de junio, que lo tacha de inconstitucional.[18]
- 25 de abril: Reconocimiento oficial de la independencia de Chile por el reino de España con la firma de un tratado de paz y amistad.[19]

### Mayo
- 1 de mayo: Establecimiento de la Fuerza de Policía de Hong Kong, la segunda fuerza de policía moderna creada en el mundo, y la primera en Asia.[20]
- 3 de mayo: Formación del gobierno en España del general Narváez, líder del Partido Moderado (hasta 1846), que dio comienzo al período del reinado de Isabel II conocido como la década moderada.[21]
- 7 de mayo: En Estados Unidos, el Estado de Nueva York pasa la Ley de Policía Municipal de Nueva York, que permite la creación del primer cuerpo de policía de la ciudad bajo la responsabilidad de George W. Matsell, que reemplazó a las patrullas urbanas privadas de vigilancia nocturna.[22]
- 13 de mayo: En España se funda la Guardia Civil, instituto armado de naturaleza militar tipo Gendarmería, bajo las órdenes de Duque de Ahumada, que reemplazó a la Milicia Nacional.[21]
- 13 de mayo: En Miyaneh, en la provincia de Azerbaiyán Oriental de (Irán), a las 19:00 (hora local) sucede un terremoto de 6,9 grados de la escala de Richter (una intensidad I=9) que deja unos 15.000 muertos.[23]
- 23 de mayo: En Irán, el comerciante y profeta persa El Báb anuncia su misión mesiánica en Shiraz y funda una nueva religión, el babismo. Se le considera el precursor de Bahá'u'lláh, el fundador de la fe bahá'i. Este es el primer día del baháismo.[24]
- 24 de mayo: Se envía el primer mensaje en clave Morse, cuando el propio Samuel Morse transmitió "Lo que Dios ha creado" ("What hath God wrought", una cita bíblica, Números 23:23) desde la Corte Suprema de los Estados Unidos en Washington D. C. a su asistente, Alfred Vail, en Baltimore, Maryland.
- Mayo: En Argelia, continuación de las campañas francesas del duque de Aumale y del mariscal Bugeaud contra las fuerzas de Abd al-Qádir, con la toma de Belezma el 1 de mayo, la expedición a la Cabilia del 3 al 17 de mayo, incluyendo la toma de Taourga el 13 de mayo y Dellys el 17 de mayo, y la toma de Laghouat el 25 de mayo.[6]

### Junio
- 1 de junio: El zar Nicolás I de Rusia llega a Londres para una visita de estado de una semana a la reina Victoria del Reino Unido.[25]

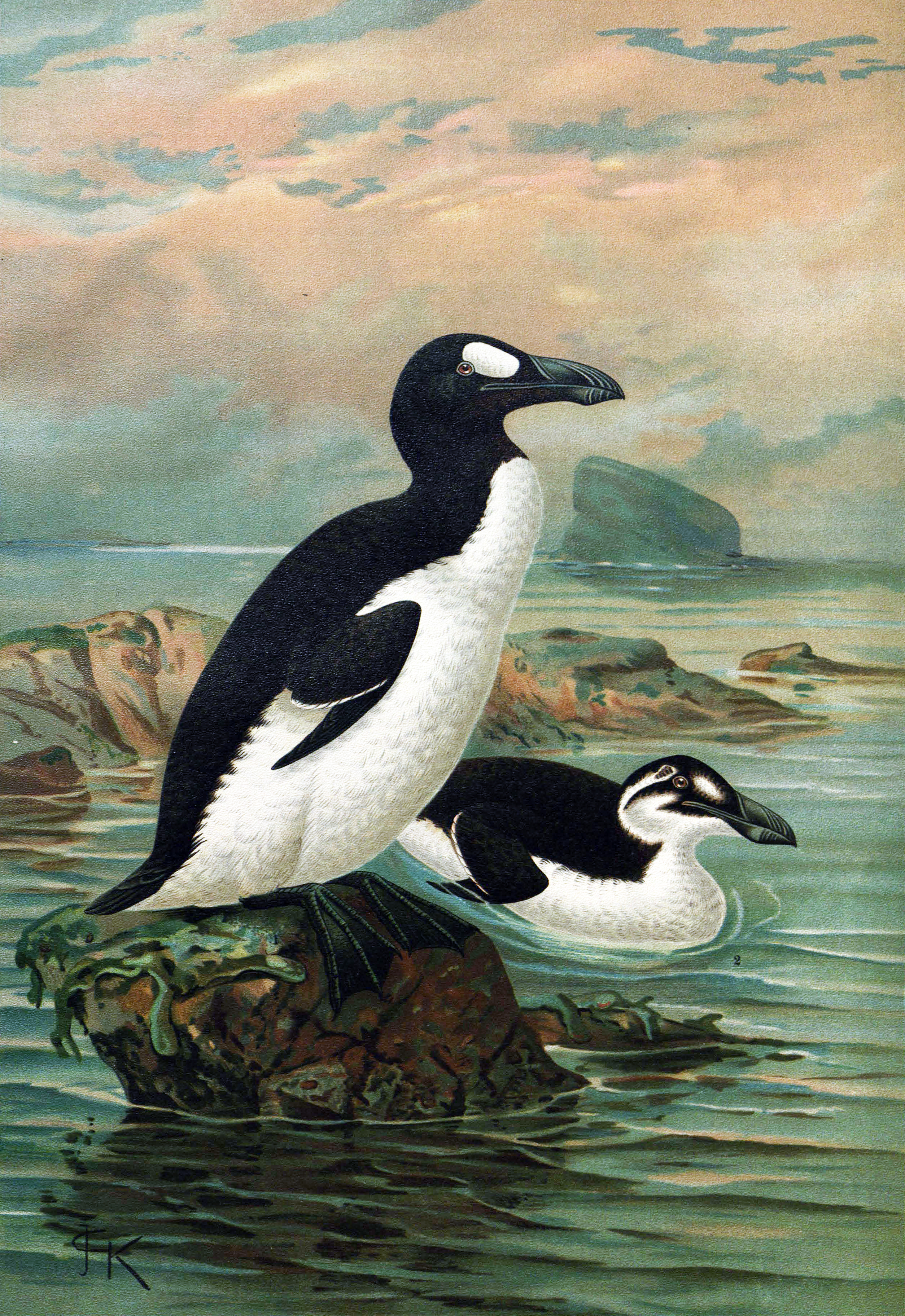
Alcas Gigantes

- 3 de junio: En el islote de Eldey, al suroeste de Islandia, la última pareja de alcas gigantes fue brutalmente cazada y un único huevo hallado en su nido aplastado a pisotones, con lo que esa especie se extinguió.[26]
- 4 de junio: En México el general Antonio López de Santa Anna asume la presidencia por octava vez de las once veces que la ocupó, hasta el 11 de septiembre, período en el que elevó los impuestos desmesuradamente para aliviar la bancarrota del país.[27]
- 4 de junio: Sublevación del hambre de los tejedores de Peterswaldau y Langenbielau en Silesia, que saquean las fábricas y las casas de sus propietarios. Intervención sangrienta el 6 de junio de las tropas prusianas, con 11 muertos y numerosos heridos y detenidos.[28]
- 6 de junio: Fundación por el pastor británico George Williams de la Young Men´s Christian Association (YMCA), para prestar ayuda en los barrios pobres, con el objetivo de desarrollar un “cuerpo, mente y espíritu” saludables.[29]
- 6 de junio: En Gran Bretaña, aprobación por el Parlamento de la Factory Act, la primera ley de seguridad y salud laboral del país. Toda la maquinaria peligrosa debía ser cercada, y ninguna persona joven podía limpiarla en funcionamiento. La ley redujo la jornada de trabajo de los niños de 8 a 13 años a 6,5 horas máximo, y 12 horas para los jóvenes de 13 a 18 y las mujeres.[30]
- 11 de junio: En la guerra entre Francia y Abd al-Qádir, la tribu de los Sbéhas son ahumados por orden del general Cavaignac, asfixiados en las grutas donde se habían refugiado, con unos 500 muertos.[31]
- 15 de junio: En Estados Unidos, se produce la cresta de la Gran Inundación del río Misuri y el curso superior del río Misisipi (la mayor en la historia de estos ríos) que no causó muchas víctimas mortales, por la escasa densidad de población en aquella época. Estuvo lloviendo seis semanas seguidas desde el mes de mayo.[32]
- 27 de junio: Joseph Smith, fundador y líder de la iglesia de los Mormones (Iglesia de Jesucristo de los Santos de los Últimos Días) y candidato a la presidencia de los Estados Unidos, estando arrestado en la cárcel de Carthage en Illinois, por traición y conspiración, es linchado por la multitud junto con su hermano Hyrum.[33]

### Julio
- 3 de julio: Firma del Tratado de Wanghia entre el Imperio Chino y Estados Unidos, con cláusulas comerciales similares al Tratado de Nankín de 1842, posibilidad de aprender el chino por los americanos, venderles libros a los chinos y construir edificios religiosos en los puertos abiertos.[34]

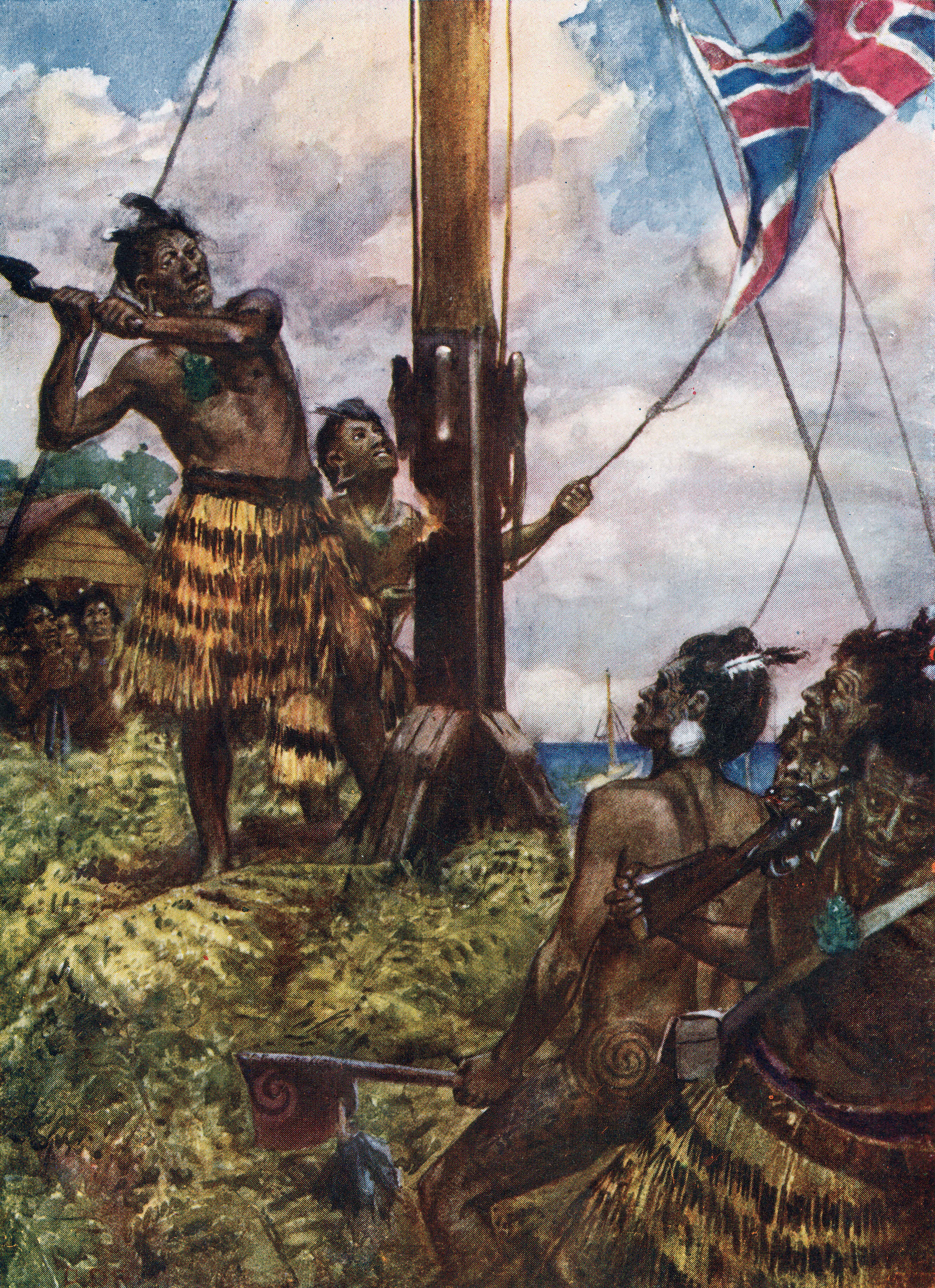
Maoríes tirando abajo el asta de la bandera del Reino Unido.

- 8 de julio: El jefe maorí Hone Heke abate la bandera del Reino Unido en Kororāreka (más tarde llamada Russell), en la Isla Norte. Preludio a un levantamiento infructuoso de los Maoríes contra el Imperio Británico en Nueva Zelanda (Flagstaff War y guerra de las Tierras de Nueva Zelanda).[35]
- 19 de julio: En Gran Bretaña se sanciona la Bank Charter Act o Ley bancaria de Peel, ley británica muy importante para la historia bancaria mundial y para limitar el impacto de las crisis financieras y bancarias.[36] El Banco de Inglaterra recibió el monopolio de la emisión de papel moneda. La Currency Principle Act le obligaba a conservar una reserva de oro correspondiente a un tercio de la masa de billetes en circulación. Debido a su estabilidad y la confianza que suscitaba, la libra esterlina se convirtió en una moneda internacional, mientras que Londres se imponía como el primer mercado del oro y la primera plaza financiera mundial.
- 22 de julio: En el Perú, a las afueras de Arequipa, tiene lugar la batalla de Carmen Alto, con el que se cierra la guerra civil peruana de 1843-1844, enfrentándose los constitucionalistas de Ramón Castilla, y el ejército del Directorio de Manuel Ignacio de Vivanco, con victoria de los primeros, restablecimiento de la Constitución de 1839 y entrega del poder a Manuel Menéndez el 7 de octubre.[37]

### Agosto
- 1 de agosto: En Prusia, inauguración en Berlín del zoológico más antiguo de la actual Alemania, con 47 animales, entre ellos monos, osos y aves, la mayoría donados por el rey Federico Guillermo IV de Prusia.[38]
- 8 de agosto: Tras el linchamiento de Joseph Smith en junio, se produce una crisis de sucesión en la Iglesia de Jesucristo de los Santos de los Últimos Días. En una reunión en Nauvoo, se vota a Brigham Young como nuevo líder, aunque se separan Sidney Rigdon y James Strang, que formarán sus propias iglesias.[39]
- 15 de agosto: En Japón, llegada al puerto de Nagasaki del navío de guerra neerlandés Palembang, con una carta del rey Guillermo II de los Países Bajos para el Shogun de Japón Tokugawa Ieyoshi, pidiéndole abrir el archipiélago al comercio. La respuesta negativa no llegará hasta 1845.[40]

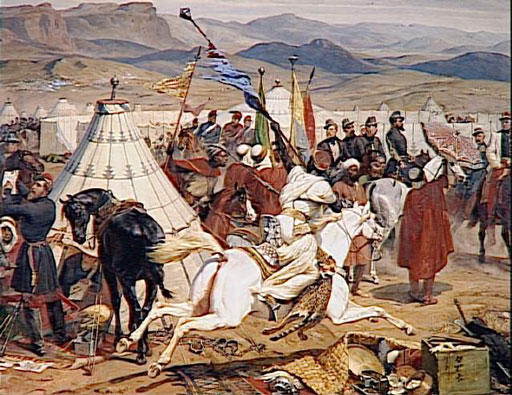
Batalla de Isly: 14 de agosto

- 17 de agosto: Las elecciones legislativas se preparan en un clima de guerra civil, que se evita al nominar el rey Oton I de Grecia a un gobierno francófilo.[41]
- 18 de agosto - 6 de octubre: En Europa se produce la peregrinación a la Catedral de Tréveris para la exposición (la segunda de ese siglo) de la Santa Túnica de entre medio millón y un millón de personas, aunque hubo encendidos debates públicos anticlericales y satíricos contra la idolatría de adorar reliquias.[42]
- 28 de agosto: A la vuelta a Alemania desde Inglaterra, Friedrich Engels se reúne por primera vez con Karl Marx en el Café de la Régence de París. Estuvieron hablando durante diez días y diez noches seguidas, lo que dio lugar a su primera publicación conjunta La sagrada familia al año siguiente.[43]
- Agosto: Breve guerra franco-marroquí, por el apoyo del Sultán de Marruecos a Abd al-Qádir. Bombardeo de Tánger el 6 de agosto, batalla de Isly el 14 de agosto y ocupación de la ciudad de Uchda, bombardeo y ocupación de Mogador el 15 de agosto. Final en el Tratado de Tánger del 10 de septiembre.[44]

### Septiembre
- 12 de septiembre: José Joaquín de Herrera asume la presidencia de México como su decimocuarto presidente.
- 14 de septiembre: En Angola, decreto de la reina María II de Portugal para la creación en Luanda de un Tribunal anglo-portugués para juzgar los asuntos de esclavitud.[45]
- 14 de septiembre: Reconocimiento de la independencia del Paraguay de 1811 por el Imperio de Brasil.[10]
- 21 de septiembre: en México, Valentín Canalizo asume la presidencia por segunda ocasión.
- 28 de septiembre: Coronación de Oscar I como rey de Suecia y Noruega en la Catedral de San Nicolás (Estocolmo), aunque nunca fue coronado en Noruega[8]

### Octubre
- 1 de octubre: En Australia, el naturalista y explorador alemán Ludwig Leichhardt parte desde Jimbour, cerca de Brisbane, para recorrer el territorio inexplorado del norte del continente australiano, estableciendo la Ruta Norte-Este, recorriendo 4.800 kilómetros hasta Port Essington, cerca de Darwin, donde llegó el 17 de diciembre de 1845. Regresó a Sídney en barco el 25 de marzo de 1846, donde fue recibido como un héroe.[46]
- 5 de octubre: En el mar Caribe se desata la Tormenta de San Francisco de Asís. En La Habana (Cuba), el huracán con vientos de más de 200 km/h, deja 101 muertos, incontables heridos, y 2546 casas derrumbadas. En la Bahía de La Habana se hunden 13 buques mercantes y otras 145 embarcaciones.[47]
- 8 de octubre: Llegada a Portsmouth del rey Luis Felipe I de Francia, para una visita hasta el 14 de octubre a la reina Victoria del Reino Unido, donde el 11 de octubre será recibido en la Orden de la Jarretera en el castillo de Windsor.[48]
- 18 de octubre: Un terremoto de 6,5 sacude la provincia argentina de Salta.
- 22 de octubre: Se produce el Gran Chasco en el movimiento millerista. William Miller y sus asociados habían predicho que Jesús regresaría en esa fecha, de acuerdo a los cálculos sobre la profecía del Libro de Daniel 8:14. Los precursores de la Iglesia Adventista del Séptimo Día explicaron que esa fecha no correspondía a la Segunda Venida de Jesucristo, sino que correspondía a la purificación del santuario celestial. (Véase Fechas del fin del mundo).[49]
- 24 de octubre: En Suiza, la admisión de los jesuitas por los conservadores católicos del Cantón de Lucerna, provoca la oposición de los grupos radicales protestantes.[50]
- 24 de octubre: En Gran Bretaña se funda en Rochdale la Sociedad Equitativa de los Pioneros de Rochdale por 28 tejedores desocupados, según el pensamiento del socialismo utópico de Robert Owen, como una sociedad cooperativa de consumo[51] para evitar intermediarios, reducir los precios de los bienes de consumo esenciales y repartir los excedentes de producción entre sus miembros. Se la considera en el origen del movimiento cooperativo moderno.[52]
- 24 de octubre: Firma del Tratado de Whampoa entre el Imperio Chino y Francia, con cláusulas comerciales similares al Tratado de Nankín de 1842 y reconocimiento de la libertad de apostolado a las misiones católicas por un edicto imperial.[34]
- Octubre: En el Imperio Ruso, fracaso de una insurrección campesina en la zona rusa de Galitzia. Su instigador, el sacerdote católico Piotr Sciegienny, fue condenado a muerte, indultado y deportado.[53]

### Noviembre
- 2 de noviembre: Comienzo de las Elecciones presidenciales de Estados Unidos de 1844, hasta el 4 de diciembre. El presidente John Tyler decide no presentarse a la reelección, con lo que declara candidato del Partido Whig a Henry Clay.[54]
- 3 de noviembre: en Italia, el río Arno inunda la región de Toscana y la ciudad de Florencia.
- 6 de noviembre: Se promulga la I Constitución de la República Dominicana en la ciudad de San Cristóbal, y el 14 de noviembre se nombra al primer Presidente constitucional.[55]

### Diciembre
- 3 de diciembre: En Estados Unidos, apertura oficial del primer túnel subterráneo del mundo, el Cobble Hill Tunnel o Atlantic Avenue Tunnel, construido bajo una calle concurrida de la ciudad de Brooklyn, con media milla de largo y dos vías de ferrocarril de ancho estándar.[56]
- 4 de diciembre: Fin de las elecciones presidenciales de Estados Unidos de 1844. El demócrata James Knox Polk derrota a Henry Clay del partido Whig, por 170 votos a 105, con los temas del abolicionismo y la anexión de Texas como tela de fondo, de los que era partidario Polk.[54]
- 6 de diciembre: en México José Joaquín de Herrera asume la presidencia por segunda ocasión.
- 10 de diciembre: En los Países Bajos, el político liberal Johan Rudolf Thorbecke y otros ocho diputados liberales proponen una reforma de la constitución, que será desechada por el gobierno conservador el 30 de mayo de 1845, pero integrada en su mayoría en la modificación de 1848.[57]
- 19 de diciembre: En el Imperio Ruso, disolución de las Kahals, organismos de gestión que colectaban los impuestos sobre la carne kosher y las velas utilizadas por los judíos con un objetivo religioso, y otros impuestos especiales sobre judíos acomodados. Las comunidades judías pasan bajo el control directo de los gobiernos locales.[58]
- 31 de diciembre: En Filipinas es martes 30 de diciembre, por lo que ―para adaptarse al calendario gregoriano y a los demás países al Este del cabo de Buena Esperanza― mañana no será miércoles 31 de diciembre de 1844 sino miércoles 1 de enero de 1845, según el decreto del gobernador y capitán general de Filipinas, Narciso Clavería y Zaldúa.[59]

### Fechas desconocidas
- Por la Ley II de 1844, se reconoce al idioma húngaro como única lengua oficial de Hungría, reemplazando al latín, utilizado desde el año 1000.[60]
- En el Imperio Chino, tras el Tratado de Nankín, se firman Tratados de concesiones desiguales y extraterritoriales, con administración, jurisdicción, policía y aduanas propias a Estados Unidos, a Francia, etc. Autorización de misiones católicas.[61]
- En el Imperio Chino, fundación de la secta “Sociedad de Adoración de Dios” por Hong Xiuquan y su discípulo Feng Yunshan, una confusa mezcla de cristianismo, confucionismo, taoísmo y milenarismo, en el origen de la rebelión Taiping, basándose en la hostilidad de los chinos del sur hacia la dinastía manchú.[62]
- En los Países Bajos, el rey Guillermo II se apoya para el gobierno en los moderados, y ante el riesgo de bancarrota del Estado, se apoya en su ministro de Finanzas Floris Adriaan van Hall, que endereza las finanzas del país a través de un Préstamo Voluntario de toda la sociedad holandesa.[63]
- En París se funda el Club des Hashischins por el psiquiatraJacques-Joseph Moreau que se centraba en los usos terapéuticos del hachís, y por el escritor y periodista Théophile Gautier, amante de las experiencias inducidas por drogas. El Club funcionó hasta 1849, y entre sus miembros se contaron Víctor Hugo, Alejandro Dumas, Baudelaire y Balzac.[64]

## Cultura y sociedad
- 1 de enero: En los Países Bajos, lanzamiento del periódico de corte liberal Nieuwe Rotterdamsche courant (Diario de Nueva Róterdam), tres veces por semana, y que será publicado hasta fusionarse en 1970 en el NRC Handelsblad.[65]
- 15 de enero: La Universidad de Notre Dame du Lac en South Bend, Indiana, privada y católica, fundada en 1842, recibe sus estatutos de manos de la legislatura del estado de Indiana.[66]
- 22 de junio: En Estados Unidos se funda la importante fraternidad masculina Delta Kappa Epsilon en la universidad de Yale, en New Haven, Conneticut, por quince hombres de segundo año.[67]
- El fotógrafo británico William Fox Talbot, creador del calotipo, comienza la publicación del primer libro ilustrado con fotografías de la historia El lápiz de la naturaleza, su propia biografía publicada en seis entregas hasta 1846, con 24 fotografías pegadas a mano.[68]

### Deportes
- 31 de agosto: En el cantón de Berna, se sube por primera vez la montaña Wetterhorn (3.692 m) en los Alpes berneses por Johann Jaun y Melchior Bannholzer.[69]
- 24 de septiembre: Comienzo del primer partido internacional de Críquet en Nueva York entre Canadá y Estados Unidos, en el club de Críquet de Saint Georges, en Manhattan, primer partido internacional de cualquier deporte. Terminó el 26 de septiembre, con victoria de Canadá.[70]

### Premios culturales y científicos
- La Real Sociedad de Londres entrega la medalla Copley al mejor trabajo científico del año a Carlo Matteucci, por sus investigaciones en electricidad animal.[71]
- La Sociedad Geológica de Londres entrega la medalla Wollaston al geólogo y paleontólogo británico William Conybeare por sus trabajos sobre las geociencias.[72]

## Arte y literatura

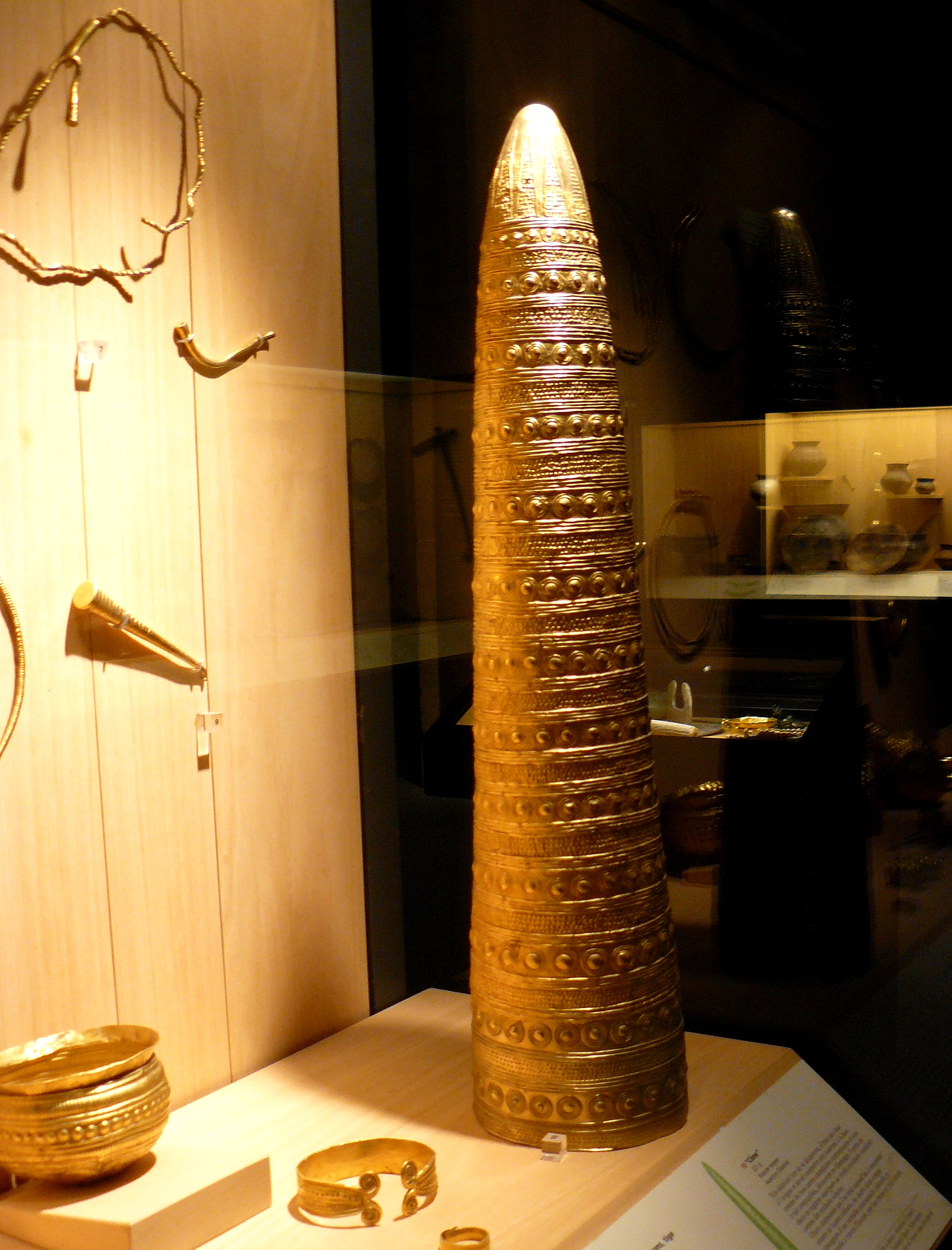
Sombrero dorado de Avanton

- Se descubre el sombrero dorado de Avanton, cerca de Poitiers en Francia, el segundo de los cuatro sombreros dorados descubiertos hasta ahora. Es un cono de 55 centímetros de altura, fabricado con láminas de oro y decorado con bandas horizontales y símbolos circulares, del final de la Edad de Bronce, hacia el año 1000 a. C.[73]

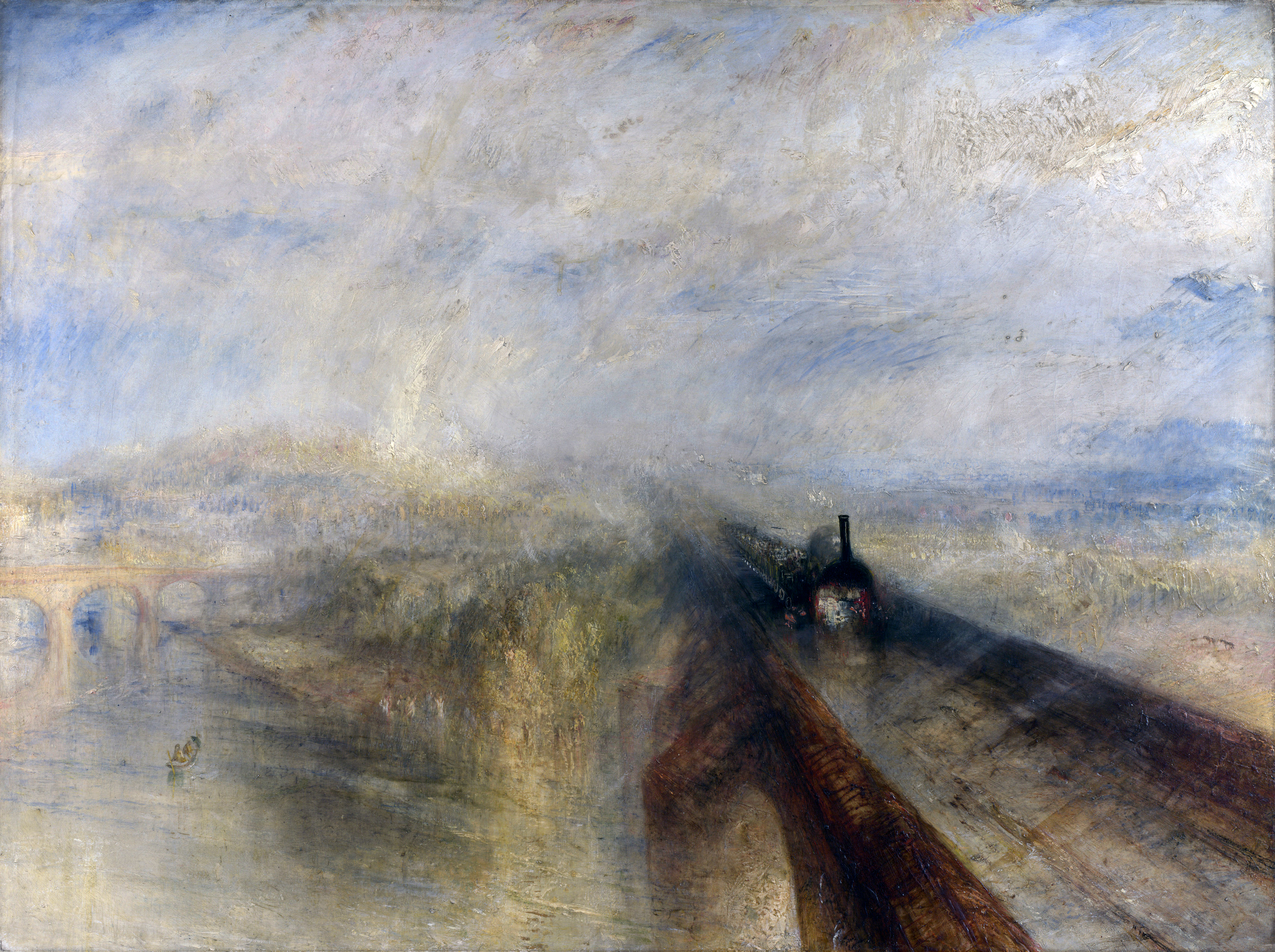
El cuadro "Lluvia, Vapor y Velocidad" de J. Turner

- El pintor romántico inglés Joseph Turner presenta en la Royal Academy of Arts su óleo sobre lienzo "Lluvia, vapor y velocidad. El gran ferrocarril del Oeste", el primer cuadro en el que aparece un ferrocarril como símbolo del progreso, ante la grandiosidad de la naturaleza.[74]
- El pintor romántico francés Eugène Delacroix, termina su óleo sobre lienzo "Últimas palabras del emperador Marco Aurelio", una representación romántica de su deceso.[75]
- En Escocia, se erige la estatua del Duque de Wellington en la ciudad de Glasgow, en el exterior de la Galería de Arte Moderno, obra del escultor italiano Carlo Marochetti.[76]
- 31 de julio: En Estados Unidos, inauguración del Museo Wadsworth Atheneum de artes decorativas, arte antiguo, arte moderno y arte contemporáneo en la ciudad de Hartford, en Connecticut, de los arquitectos Alexander Jackson Davis e Ithiel Town, que había comenzado a construirse en 1842.[77]

### Arquitectura
- 21 de julio: En Prusia, inauguración de la iglesia protestante del Redentor de Sacrow, cerca de Potsdam, Patrimonio de la Humanidad, al estilo de una antigua basílica cristiana, con un campanario independiente, construida por el arquitecto Friedrich Ludwig Persius según bocetos del rey Federico Guillermo IV de Prusia.[78]
- Agosto: En Inglaterra, inauguración de la Catedral católica de San Bernabé de estilo neogótico del arquitecto A.W.N. Pugin en la ciudad de Nottingham, sede episcopal de la diócesis de Nottingham, cuya construcción había comenzado en 1841.[79]
- Agosto: En Inglaterra, inauguración de la Catedral católica de Santa María de estilo neogótico del arquitecto A.W.N. Pugin en la ciudad de Newcastle upon Tyne, sede episcopal de la diócesis de Hexham y Newcastle, cuya construcción había comenzado en 1842.[80]
- Octubre: En Francia, bendición e inauguración de la Basílica de Nuestra Señora de Bonsecours de estilo neogótico en Bonsecours, cerca de Rouen, del arquitecto Jacques-Eugène Barthélémy, que comenzó su construcción en 1840.[81]
- Octubre: Inauguración de la iglesia católica de San Vicente de Paúl en el X Distrito de París, de estilo neoclásico, del arquitecto Jacques Hittorff. La construcción había comenzado en 1824.[82]
- En Baviera, se termina el Feldherrnhalle o Pórtico de los Mariscales en Múnich, una logia de estilo neoclásico construida por Friedrich von Gärtner a instancias del rey Luis I de Baviera como homenaje al ejército bávaro, con estatuas de líderes militares.[83]
- En el Imperio Ruso, inauguración del Palacio Mariinski en San Petersburgo, encargado por el zar Nicolás I, de estilo neoclásico, del arquitecto Andréi Stackenschneider. Su construcción comenzó en 1839.[84]

### Literatura
- Febrero: Publicación del ensayo Sobre la cuestión judía de Karl Marx en el periódico Deutsch-Französische Jahrbücher, escrito en 1843, donde habla de una emancipación política de los judíos, y no de su emancipación humana completa como pretendía Bruno Bauer en su libro La Cuestión Judía.[85]

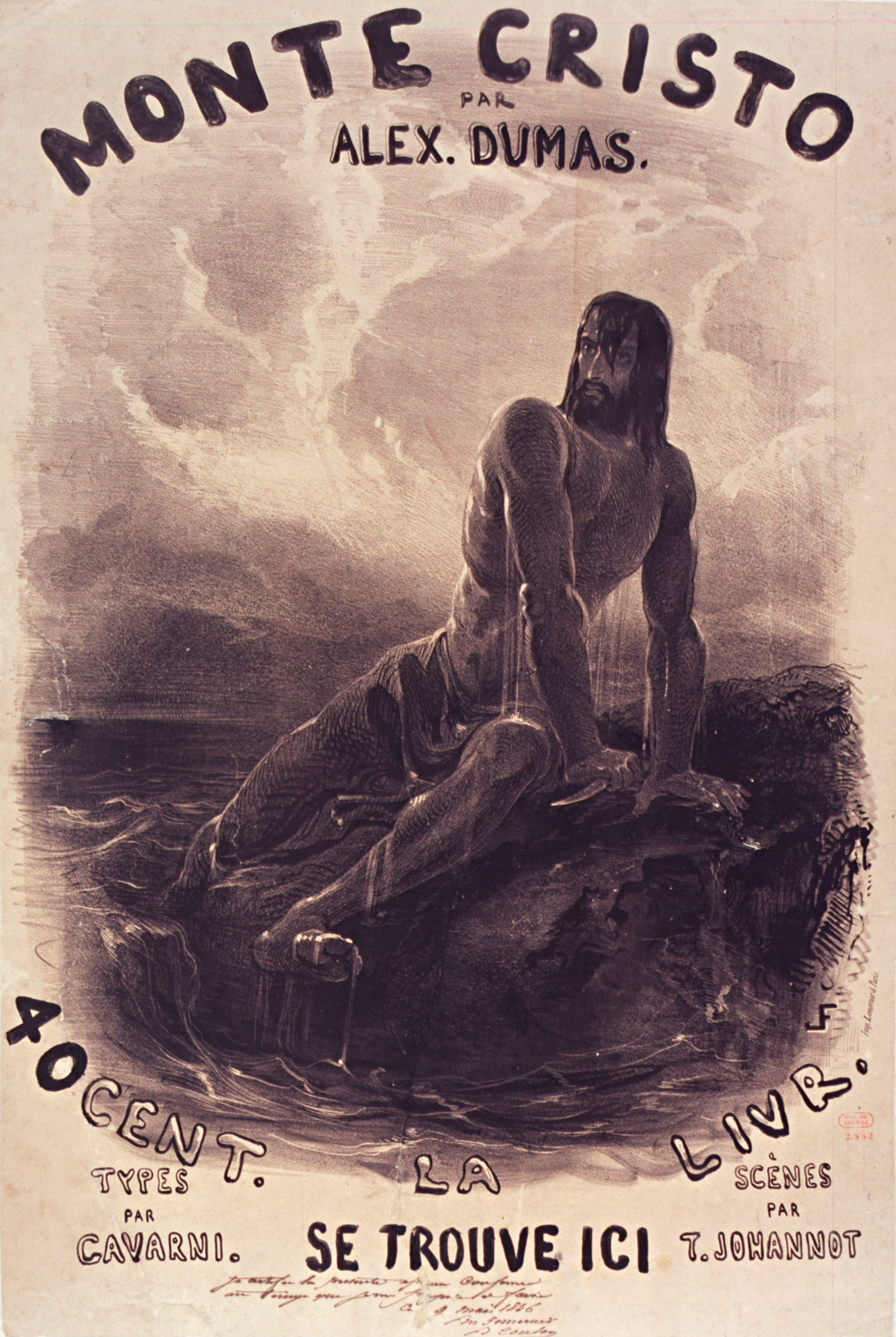
Cartel promocional en L'Écho des Feuilletons (1846)

- 14 de marzo: Publicación del primer folletín de la novela Los tres mosqueteros de Alejandro Dumas en el periódico Le Siècle, publicación que durará hasta el 14 de julio, antes de ser publicado como libro ese mismo año.[86]
- 28 de marzo: Primera representación del drama romántico Don Juan Tenorio de José Zorrilla en el Teatro de la Cruz de Madrid.[87]
- 23 de abril: se inicia la publicación de los Anales de la Universidad de Chile, la obra en castellano más antigua de América.
- 17 de junio: Publicación de El concepto de la angustia del filósofo y teólogo danés Søren Kierkegaard, bajo el seudónimo de Virgilius Haufniensis, que desarrolla algunos conceptos del existencialismo cristiano.[88]
- 30 de julio: Primera representación de Don César de Bazán, melodrama en 5 actos de Adolphe d'Ennery, en el Teatro de la Porte Saint-Martin de París.[89]
- Julio: Publicación del cuento de horror El entierro prematuro del escritor estadounidense Edgar Allan Poe en el periódico Dollar Newspaper de Filadelfia.[90]
- 1 de agosto: Publicación del libro de viajes Caminatas en Alemania e Italia, de la escritora británica romántica Mary Shelley, correspondiente a dos viajes por esos países en 1840, 1842 y 1843, la última de sus obras publicadas.[91]
- 28 de agosto: Publicación de la primera entrega de la novela El Conde de Montecristo de Alejandro Dumas en el periódico Journal des Débats, para un total de 18 entregas hasta 1846.[92]
- Octubre: Publicación en Leipzig del libro El único y su propiedad, del filósofo alemán Max Stirner, defensor del anarquismo individualista, que fue secuestrado brevemente por las autoridades prusianas por atentar contra los valores sociales y religiosos, y atacado por Engels y Marx.[93]
- 16 de diciembre: En Londres, Reino Unido, se publica la novela corta Las campanas del escritor británico Charles Dickens.[94]
- 21 de diciembre: En Copenhague, Dinamarca, se publica en la revista New Fairy Tales. First Volume. Second Collection, los dos cuentos de hadas El abeto[95] y La reina de las nieves del escritor Hans Christian Andersen.[96]
- Diciembre: Publicación del cuento La carta robada del escritor estadounidense Edgar Allan Poe en la revista The Gift de Filadelfia, protagonizada por el detective Auguste Dupin.[97]
- Publicación en once entregas en la revista Fraser's Magazine, de enero a diciembre, de la novela picaresca y de aventuras La suerte de Barry Lyndon del escritor del realismo William Makepeace Thackeray.[98]
- Braulio Foz: Vida de Pedro Saputo.[99]
- Aparición del segundo volumen de Los españoles pintados por sí mismos, recopilación de estampas costumbristas españolas, publicado en Madrid por el librero y editor Ignacio Boix en 1843 y 1844.[100]
- Publicación en Madrid de la novela El Señor de Bembibre del escritor romántico español Enrique Gil y Carrasco, precursora de la novela histórica en la literatura española.[101]
- Publicación en Londres del libro Observaciones geológicas en las islas volcánicas visitadas durante el viaje del HMS Beagle del naturalista inglés Charles Darwin, basado en el segundo viaje del HMS Beagle, el segundo de los tres libros que publicó después de este viaje.[102]

### Música
- 12 de enero: Estreno de la tragedia lírica Caterina Cornaro en un prólogo y dos actos con música, de Gaetano Donizetti en el Teatro de San Carlos de Nápoles.[103]
- 5 de marzo: Los estudiantes eslovacos cantan por primera vez la canción Nad Tatrou sa blýska (Relámpago sobre los Tatras) durante una marcha de protesta en Bratislava, escrita en enero y febrero por el poeta y activista Janko Matuška, que se convertirá en el himno nacional de Eslovaquia.[104]
- 9 de marzo: Estreno de la ópera romántica en cuatro actos Ernani de Giuseppe Verdi en el Teatro La Fenice de Venecia, basada en la obra de Víctor Hugo Hernani.[105]
- 7 de agosto: El inventor británico Charles Wheatstone obtiene su patente en Gran Bretaña por la concertina inglesa, que había inventado en 1829, así como para sus muchas variantes.[106]
- 3 de noviembre: Estreno de la ópera en tres actos I due Foscari de Giuseppe Verdi en el Teatro Argentina de Roma, basada en un drama histórico de Lord Byron.[107]
- Publicación en Leipzig de la Sonata para piano n.º 3 en tonalidad de si menor, de Frédéric Chopin, dedicada a la condesa de Perthuis. Poco después fue publicada en París y Londres como Opus 58.[108]

## Ciencia y tecnología
- 24 de mayo: El inventor americano Samuel Morse establece la primera unión telegráfica americana, enviando un telegrama desde Washington D. C.. hasta Baltimore, Maryland, a 64 km de distancia. El mensaje decía: "What hath God wrought", o "lo que Dios ha obrado".[109]

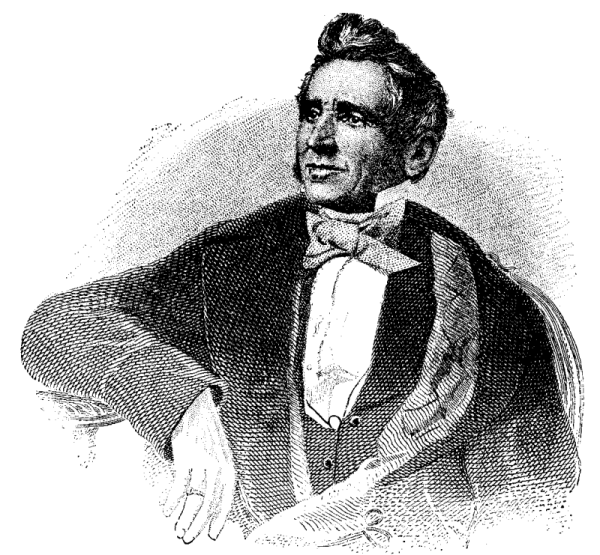
El inventor Charles Goodyear de la vulcanización del caucho

- 15 de junio: El ingeniero químico autodidacta estadounidense Charles Goodyear recibe una patente en Estados Unidos por la vulcanización, un proceso que permite endurecer el caucho, y que había descubierto accidentalmente en 1839.[110]
- 2 de noviembre: En España, el Informe Subercase de los ingenieros Juan Subercase Krets, José Subercase y Calixto Santa Cruz, propone un ancho de vía para los trenes de seis pies castellanos (1,67 m), mayor que en Europa para emplear máquinas más potentes por la difícil orografía de España. Este ancho ibérico fue oficializado por Real Orden del 31 de diciembre de 1844.[111]
- 11 de diciembre: El dentista Horace Wells, logra la extracción sin dolor de una muela del juicio a un paciente usando óxido nitroso (el popular gas de la risa), en Hartford, Vermont. Fue la primera aplicación de la anestesia en odontología.[112]
- 13 de diciembre: Descubrimiento del Gran Cometa de 1844, el C/1844 Y1, por Vicente López y Planes divisado desde Buenos Aires, Argentina, siendo el objeto más brillante del hemisferio sur hasta principios de enero.[113]
- El profesor químico sueco Gustaf Eric Pasch inventa la cerilla de seguridad, sustituyendo el fósforo amarillo tóxico de las cerillas por el fósforo rojo amorfo, colocando en la cabeza del palillo clorato de azufre con goma arábiga, e inventando el rascador de las cajas de cerillas en el exterior.[114]
- George Gray (1808-1872) describe por primera vez el león marino de Hooker (Phocarctos hookeri).
- Gray describe por primera vez la foca de Ross (Ommatophoca rossii).
- Gervais y d'Orbigny describen por primera vez la franciscana (Pontoporia blainvillei).
- El zoólogo suizo Heinrich Rudolf Schinz realiza la primera descripción científica y nombra al oso del Atlas africano, una subespecie del oso pardo ya extinta desde la segunda mitad del siglo XIX, que habitaba la cordillera del Atlas, desde Túnez a Marruecos.[115]
- En el Imperio Ruso, el químico ruso de origen alemán del Báltico Karl Ernst Claus descubre un nuevo elemento químico, el rutenio como residuo del osmiridio, al examinar minerales platiníferos. El rutenio es un metal de transición raro, cuyo nombre deriva de Ruthenia, el nombre en latín de Rusia.[116]

## Nacimientos

### Enero
- 3 de enero: Hermann Eggert, arquitecto neorrenacentista alemán, creador de la Estación Central de Fráncfort y del Nuevo Ayuntamiento de Hannover (f. 1920).
- 5 de enero: Manuel González Prada, ensayista, anarquista y poeta peruano, muy influyente en las letras y la política del Perú (f. 1918).
- 7 de enero: Bernadette Soubirous, pastora, mística y monja francesa, protagonista de apariciones marianas y canonizada en 1933 (f. 1879).
- 7 de enero: Henry Glass, marino y militar estadounidense.
- 9 de enero: Julián Gayarre, tenor español (f. 1890).
- 13 de enero: Yekaterina Breshko-Breshkóvskaya, revolucionaria rusa, fundadora del Partido Social-Revolucionario, la abuela de la revolución (f. 1934).
- 16 de enero: Ismail Qemali, político del nacionalismo albanés, primer ministro de Albania (f. 1919).
- 19 de enero: Eugenio Larrabure y Unanue, abogado, diplomático y político peruano, Presidente del Consejo de Ministros del Perú, y Vicepresidente (f. 1916).
- 27 de enero: Juan Navarro Reverter, ingeniero de Montes, literato y político español, ministro de Hacienda de España (f. 1924).
- 27 de enero: Carlos Paz Soldán y Benavides, escritor y político peruano, ministro de Justicia y de Instrucción de Perú (f. 1926).

### Febrero
- 2 de febrero: Antonio Dabán y Ramírez de Arellano, político, senador y militar español, gobernador de Puerto Rico (f. 1902).
- 10 de febrero: Georgios Theotokis, político griego, cuatro veces primer ministro de Grecia (f. 1916).
- 14 de febrero: Robert Themptander, abogado y político sueco, primer ministro de Suecia (f. 1897).
- 18 de febrero: Victorine Meurent, pintora y modelo pictórica francesa (f. 1927).
- 18 de febrero: Saitō Hajime, capitán japonés (f. 1915).
- 20 de febrero: Ludwig Boltzmann, físico austriaco, introductor de la constante de Boltzmann y fórmula de entropía de Boltzmann (f. 1906).
- 20 de febrero: Ricardo Ortiz de Zevallos y Tagle, abogado, magistrado y político peruano, ministro de Relaciones Exteriores de Perú (f. 1915).
- 20 de febrero: Joshua Slocum, marino y escritor canadiense, el primero en circunnavegar la Tierra en solitario (f. 1909).
- 20 de febrero: José Antonio Velutini, militar, diplomático y político venezolano, varias veces ministro y Vicepresidente de Venezuela (f. 1912).
- 26 de febrero: Annie Swynnerton, pintora británica de retratos y obras simbolistas, influenciada por el neoclasicismo, prerrafaelismo e impresionismo (f. 1933).

### Marzo
- 9 de marzo: Carlos Albán, inventor, matemático, militar, médico y político colombiano (f. 1902); cedió la patente de su dirigible al millonario alemán Ferdinand von Zeppelin.
- 10 de marzo: Pablo de Sarasate, violinista, compositor y director de orquesta español (f. 1908).
- 10 de marzo: Marie Spartali Stillman, pintora prerrafaelita británica, la mejor artista femenina de ese movimiento (f. 1927).
- 14 de marzo: Thomas Lauder Brunton, médico británico-escocés (f. 1916) que extendió el uso del nitrito de amilo para tratar la angina de pecho.
- 14 de marzo: Humberto I, aristócrata italiano (f. 1900), rey de Italia entre 1878 y 1900, hijo de Víctor Manuel II, primer rey de Italia.
- 18 de marzo: Miguel M. Nougués, político conservador, abogado y empresario azucarero argentino (f. 1900), gobernador de Tucumán.
- 18 de marzo: Nikolái Rimski-Kórsakov, compositor, director de orquesta y docente ruso (f. 1908), del grupo de los Cinco.
- 24 de marzo: Felipe Checa, pintor español (f. 1906).
- 24 de marzo: Padre Cícero (Cícero-Romão Batista), sacerdote católico brasileño, objeto de devoción popular (f. 1934); carismático, obtuvo gran prestigio e influencia sobre la vida social, política y religiosa del paupérrimo Nordeste de Brasil.
- 25 de marzo: Adolf Engler, botánico alemán, responsable del sistema de clasificación de Engler de las plantas (f. 1930).
- 30 de marzo: Paul Verlaine, poeta francés del movimiento simbolista y del decadentismo (f. 1896).

### Abril
- 1 de abril: Oswald de Kerchove de Denterghem, naturalista experto en palmas y orquídeas, y político liberal belga, gobernador de la provincia de Henao (f. 1906).
- 16 de abril: Anatole France, escritor francés, Premio Nobel de Literatura en 1921 (f. 1924).
- 20 de abril: Juan Idiarte Borda, político uruguayo del Partido Colorado, Presidente de la República del Uruguay (f. 1897).
- 24 de abril: Alejandro Vázquez del Mercado, político liberal mexicano, gobernador de Aguascalientes (f. 1923).
- 26 de abril: Lizardo García, político ecuatoriano, Presidente de Ecuador (f. 1937).

### Mayo
- 3 de mayo: Édouard Drumont, periodista antisemita francés (f. 1917).
- 3 de mayo: Pío Uriburu, político argentino, gobernador de la provincia de Salta (f. 1920).
- 10 de mayo: Ascensión Esquivel Ibarra, abogado, catedrático y político costarricense, presidente de Costa Rica (f. 1923).
- 17 de mayo: Julius Wellhausen, filólogo orientalista y teólogo protestante alemán, experto en estudios orientales (f. 1918).
- 20 de mayo: Bernardino Nozaleda, religioso dominico y arzobispo español (f. 1927).
- 20 de mayo: Manuel Tovar y Chamorro, sacerdote peruano, Arzobispo de Lima y ministro de Justicia y Culto de Perú (f. 1907).
- 21 de mayo: Henri Rousseau, pintor autodidacta francés, representante del arte naif (f. 1910).
- 22 de mayo: Mary Cassatt, pintora y grabadora estadounidense del movimiento impresionista, en el retrato pictórico y escena de género (f. 1926).
- 23 de mayo: Abdu'l Bahá, líder religioso persa, hijo mayor de Bahá'u'lláh, el fundador de la fe bahai, que la extendió más allá de Persia (f. 1921).
- 24 de mayo: Iván Yarkovski, ingeniero civil polaco que propició el desarrollo del efecto Yarkovsky y el efecto YORP (f. 1902).
- 25 de mayo: Francisco Gregorio Billini, escritor, pedagogo y político dominicano, presidente de la República Dominicana (f. 1898).

### Junio
- 3 de junio: Garret Hobart, político estadounidense, vicepresidente de Estados Unidos (f. 1899).
- 6 de junio: Hugo Borchardt, diseñador alemán de armas de fuego e inventor de la pistola semiautomática Borchardt C-93 (f. 1924).
- 6 de junio: Konstantín Savitski, pintor ruso del realismo socialista, y de la pintura de género (f. 1905).
- 10 de junio: Carl Hagenbeck, zoólogo alemán, creador del zoo moderno y precursor de exposiciones antropozoológicas (f. 1913).
- 11 de junio: William Robert Brooks, astrónomo estadounidense de origen británico, descubridor de numerosos cometas, veintiuno llevan su nombre (f. 1921).
- 11 de junio: Francisco Ferreira do Amaral, almirante portugués, gobernador de Angola, ministro de Marina y Ultramar, y primer ministro de Portugal (f. 1923).
- 15 de junio: Charlotte Despard, sufragista, pacifista, socialista, activista del Sinn Féin y de Cumann na mBan, y novelista británica (f. 1939).
- 15 de junio: Eduardo Wilde, médico, escritor y político argentino de la Generación del 80, ministro de Justicia, y del Interior de Argentina (f. 1913).
- 29 de junio: Pedro I de Serbia, rey de Serbia y posteriormente del reino de los Serbios, Croatas y Eslovenos (f. 1921).

### Julio
- 1 de julio: Verney Lovett Cameron, explorador británico, el primero en cruzar el África Ecuatorial, del océano Índico al Atlántico (f. 1894).
- 1 de julio: Julia da Costa, cuentista y poetisa brasileña (f. 1911).
- 8 de julio: Lorenzo Latorre, presidente uruguayo (f. 1916).
- 9 de julio: Tiburcio Benegas, empresario, diplomático y político del P.A.N. argentino, gobernador de la provincia de Mendoza (f. 1906).
- 15 de julio: Enrique Mac Iver, abogado y político chileno del Partido Radical de Chile, ministro de Hacienda y ministro del Interior de Chile (f. 1922).
- 18 de julio: Norberto Quirno Costa, periodista y abogado, ministro de Relaciones Exteriores y del Interior, y vicepresidente de la Nación Argentina (f. 1915).
- 20 de julio: John Sholto Douglas, noble escocés, creador de las reglas del marqués de Queensberry del boxeo moderno (f. 1900).
- 21 de julio: Elías Malpartida Franco, empresario y político peruano, Ministro de Hacienda y presidente del Consejo de Ministros del Perú (f. 1922).
- 28 de julio: Gerard Manley Hopkins, poeta británico (f. 1889).

### Agosto
- 5 de agosto: Iliá Repin, pintor y escultor realista ruso de origen ucraniano, del movimiento de los Itinerantes, inspirador del realismo socialista (f. 1930).
- 6 de agosto: Alfredo de Sajonia-Coburgo-Gotha, príncipe británico hijo de la reina Victoria del Reino Unido, y Duque de Sajonia-Coburgo y Gotha (f. 1900).
- 12 de agosto: Muhammad Ahmad, conocido como el Mahdi, líder religioso musulmán y jefe de Estado de Sudán, que declaró la yihad (f. 1885).
- 13 de agosto: Friedrich Miescher, biólogo y médico suizo, que aisló moléculas ricas en fósforo, los ácidos nucleicos del ADN (f. 1895).
- 17 de agosto: Menelik II, negus de Shewa y emperador de Etiopía que unió varios Estados semiindependientes en una nación unida (f. 1913).
- 19 de agosto: Lorenzo Latorre, militar y político uruguayo, presidente constitucional de Uruguay (f. 1916).
- 25 de agosto: Ramón Auñón y Villalón, militar y político español, Ministro de Marina (f. 1925).
- 28 de agosto: Alberto Elmore, magistrado y diplomático peruano, ministro de Relaciones Exteriores y Presidente del Consejo de Ministros del Perú (f. 1916).
- 29 de agosto: Edward Carpenter, poeta y filósofo socialista libertario, activista homosexual y cofundador de la Sociedad Fabiana y del Partido Laborista (f. 1929).
- 29 de agosto: Apolinário Porto-Alegre, escritor, historiógrafo, poeta y periodista brasileño, fundador de la Sociedad Partenón Literario (f. 1904).
- 30 de agosto: Friedrich Ratzel, geógrafo alemán, fundador de la geografía humana o antropogeografía (f. 1904).

### Septiembre
- 1 de septiembre: Manuel Ballesteros Ríos, abogado y político liberal chileno, Ministro de Justicia e Instrucción Pública, y de Interior de Chile (f.1914).
- 2 de septiembre: Agustín Gómez, militar y político argentino, gobernador de la provincia de San Juan (f. 1884).
- 7 de septiembre: Behanzin, último rey independiente de Dahomey, que se opuso por las armas a la conquista por Francia (f. 1906).
- 7 de septiembre: C.R.A. Wright, químico y físico inglés, fundador del Instituto Real de Química, sintetizó la heroína y descubrió el antimonio de aluminio (f. 1894).
- 11 de septiembre: José Joaquín Palma, poeta, profesor, diplomático y periodista cubano, autor del himno nacional de Guatemala (f. 1911).
- 17 de septiembre: Tivadar Puskás, inventor húngaro, pionero del teléfono e inventor de la central telefónica (f. 1893).
- 18 de septiembre: Cassius Marcellus Coolidge, pintor estadounidense conocido por sus pinturas de perros jugando al póker (f. 1934).
- 19 de septiembre: Rufino José Cuervo, filólogo colombiano (f. 1911).
- 29 de septiembre: Miguel Juárez Celman, abogado y político liberal argentino, presidente de la Nación Argentina (f. 1909).
- 29 de septiembre: Enrique Luzuriaga, militar y político argentino, gobernador del Territorio Nacional del Chaco (f. 1930).

### Octubre
- 1 de octubre: Carlos Fuero, militar y político mexicano, gobernador de Coahuila, Nuevo León, Durango y Chihuahua (f. 1892).
- 3 de octubre: Patrick Manson, médico escocés, parasitólogo, cuyo trabajo en Asia apoyó la teoría de transmisión de la malaria por mosquitos (f. 1922).
- 11 de octubre: Henry John Heinz, empresario estadounidense, fundador de la compañía de productos alimenticios H.J. Heinz Company (f. 1919).
- 15 de octubre: Friedrich Nietzsche, filósofo, poeta, músico y filólogo alemán, de gran influencia en la historia y cultura occidental (f. 1900).
- 19 de octubre: Bartolomé Maura y Montaner, grabador al aguafuerte y pintor español, director artístico de la FNMT y grabador jefe del Banco de España (f. 1926).
- 22 de octubre: Louis Riel, político canadiense, líder del pueblo métis, que encabezó la resistencia contra el gobierno canadiense (f. 1885).
- 23 de octubre: Sarah Bernhardt, actriz de teatro y cine francesa, estrella de la Comédie-Française, y de fama internacional (f. 1923).
- 23 de octubre: Édouard Branly, físico e inventor francés, descubridor del efecto Branly, e inventor del cohesor para la telegrafía sin hilos (f. 1940).
- 23 de octubre: Wilhelm Leibl, pintor realista y naturalista alemán, del género de retratos y de la vida campesina (f. 1900).
- 24 de octubre: Karl Lueger, abogado y político austriaco antisemita, fundador del Partido Socialcristiano austriaco y alcalde de Viena (f. 1910).
- 27 de octubre: Klas Pontus Arnoldson, político, periodista y pacifista sueco, premio Nobel de la Paz en 1908 (f. 1916).
- 30 de octubre: Georges Henri Halphen, matemático francés conocido por sus trabajos en geometría algebraica y en la teoría de invariantes (f. 1889).
- 31 de octubre: Miguel Goyena, abogado, militar y político argentino, ministro de Educación e interventor de la provincia de Corrientes (f. 1920).

### Noviembre
- 2 de noviembre: Mehmed V, sultán del Imperio Otomano (f. 1918).
- 4 de noviembre: Edward Dannreuther, pianista y musicólogo alemán (f. 1905).
- 5 de noviembre: Eugénie Potonié-Pierre, periodista, pacifista, y socialista francesa, fundadora de la Federación Francesa de Sociedades Feministas (f. 1898).
- 13 de noviembre: William Wilson, periodista e instructor de natación escocés, creador del waterpolo (f. 1912).
- 16 de noviembre: Fernando Álvarez de Sotomayor y Flores, militar e inventor español (f. 1912).
- 24 de noviembre: María Francisca de la Cruz, monja de la orden franciscana alemana, fundadora de las Hermanas de la Santísima Madre de los Dolores (f. 1911).
- 25 de noviembre: Carl Benz, ingeniero e inventor alemán, creador del Benz Patent-Motorwagen, primer vehículo de motor de combustión interna (f. 1929).

### Diciembre
- 1 de diciembre: Alejandra de Dinamarca, reina consorte del Reino Unido y emperatriz consorte de la India, esposa del rey Eduardo VII (f. 1925).
- 8 de diciembre: Émile Reynaud, pionero francés del cine de animación, inventor del praxinoscopio y del teatro óptico (f. 1918).
- 15 de diciembre: Arturo Soria, urbanista, teósofo, empresario y político español, que desarrolló la Ciudad Lineal de Madrid (f. 1920).
- 21 de diciembre: Ernest Jouin, sacerdote católico, periodista y escritor francés, promotor de la teoría de la conspiración judeo-masónica (f. 1932).
- 21 de diciembre: Marcial Demetrio Lastarria, diplomático y político chileno, ministro de Relaciones Exteriores, y ministro de Interior de Chile (f. 1891).
- 21 de diciembre: Alfred Picard, ingeniero francés, comisario general de la Exposición Universal de París de 1900 y vicepresidente del Consejo de Estado de Francia (f. 1913).
- 24 de diciembre: Francesco Salesio Della Volpe, cardenal italiano, prefecto de la Congregación para la Doctrina de la Fe, y camarlengo de la Iglesia (f. 1916).
- 25 de diciembre: Agustín de la Torre González, magistrado y político peruano, ministro de Hacienda y segundo Vicepresidente del Perú (f. 1929).
- 26 de diciembre: José Marello Vialle, obispo italiano, fundador de los Oblatos de San José y canonizado en 2001 (f. 1895).

### Fechas desconocidas
- Arturo Besa Navarro, ingeniero y político chileno, Ministro de Relaciones Exteriores y de Interior de Chile (f. 1921).
- Octavio Gondra, político argentino, gobernador de la provincia de Santiago del Estero (f. 1880).
- Tōdō Heisuke, capitán japonés (f. 1867).
- Lorenzo Iglesias, militar y político peruano, presidente del Consejo de Ministros del Perú (f. 1885).
- L. T. Meade, escritora irlandesa muy prolífica de cuentos cortos y del género policiaco (f. 1914).
- Abdur Rahman Khan, emir gobernante de Afganistán (f. 1901).
- Dimitrios Rallis, político griego y primer ministro de Grecia (f. 1921).
- Eugenio Rascón, militar y político mexicano, gobernador del estado de Yucatán (f. 1922).
- Enrique Sepúlveda, escritor español (f. 1903).
- Luis Emeterio Torres, militar y político mexicano, gobernador del estado de Sonora y de Baja California (f. 1935).

## Fallecimientos

### Enero
- 10 de enero: Hudson Lowe, comandante británico-irlandés, gobernador de la Isla de Santa Elena, el carcelero de Napoleón (n. 1769).
- 25 de enero: Jean-Baptiste Drouet d'Erlon, militar francés, Mariscal de Francia y gobernador general de la Argelia francesa (n. 1765).
- 28 de enero: Johannes van den Bosch, militar y político neerlandés, gobernador general de las Indias Orientales Neerlandesas (n. 1780).
- 29 de enero: Ernesto I de Sajonia-Coburgo-Gotha, uno de los príncipes soberanos de los Ducados Ernestinos (n. 1784).
- 30 de enero: John Addison, compositor y contrabajista londinense (n. 1765).

### Febrero
- 15 de febrero: Henry Addington, político británico, presidente de la Cámara de los Comunes y primer ministro del Reino Unido (n. 1757).
- 16 de febrero: Heinrich Stölzel, trompista alemán que desarrolló algunas de las primeras válvulas para los instrumentos de viento metal (n. 1777).
- 17 de febrero: Domingo Nieto, militar y político peruano, presidente de la Suprema Junta de Gobierno del Perú (n. 1803).
- 24 de febrero: Antonio José Cañas, político salvadoreño, presidente de El Salvador como consejero de Estado en la Federación Centroamericana (n. 1785).
- 28 de febrero: Abel P. Upshur, abogado, juez y político estadounidense, secretario de la Armada y secretario de Estado de los Estados Unidos (n. 1790).

### Marzo
- 8 de marzo: Carlos XIV Juan de Suecia, militar francés, rey de Suecia y de Noruega (n. 1763).
- 12 de marzo: Carl Bernhard von Trinius, botánico, médico y poeta germano-ruso, fundador del Jardín Botánico en San Petersburgo (n. 1778).
- 20 de marzo: Peter Buell Porter, militar y político estadounidense del partido Demócrata-Republicano, Secretario de Guerra de los Estados Unidos (n. 1773).
- 24 de marzo: Bertel Thorvaldsen, escultor danés del neoclasicismo, de un estilo de arte griego clásico (n. 1770).
- 26 de marzo: Agustín de Argüelles Álvarez, abogado, político y diplomático español, ministro de Gobernación y preceptor de Isabel II de España (n. 1766).

### Abril
- 2 de abril: Manuel Quimper, marino español, explorador y cartógrafo del Estrecho de Juan de Fuca y las islas Sandwich, y gobernador colonial del Perú (n. 1757).
- 9 de abril: José Miguel Infante, político chileno federalista, ministro de Hacienda y presidente  de la Junta Nacional de Gobierno de Chile (n. 1778).
- 15 de abril: Vittorio Fossombroni, ingeniero y estadista italiano, ministro de Asuntos Exteriores y primer ministro del Gran Ducado de la Toscana (n. 1754).

### Mayo
- 15 de mayo: Braulio Carrillo Colina, abogado, comerciante y político costarricense, jefe de Estado de Costa Rica (n. 1800).
- 26 de mayo: Jacques Laffitte, banquero y político francés, primer ministro de Francia (n. 1767).

### Junio
- 3 de junio: Luis Antonio de Borbón, aristócrata francés, hijo de Carlos X de Francia, y último delfín de Francia (n. 1775).
- 4 de junio: Luis de la Robla, militar uruguayo (n. 1780).
- 5 de junio: Juan de Dios Cosgaya, político novohispano y mexicano, gobernador de Yucatán (n. 1777).
- 13 de junio: Ithiel Town, ingeniero civil y arquitecto estadounidense, de estilo federal y neoclásico, fundador de la National Academy of Design (n. 1784).
- 21 de junio: Joaquín Abarca, obispo español (n. 1778).
- 27 de junio: Joseph Smith, profeta estadounidense, fundador de la Iglesia de Jesucristo de los Santos de los Últimos Días (n. 1805).
- 28 de junio: Plácido (Gabriel de la Concepción Valdés), poeta afrocubano injustamente ejecutado (n. 1809).

### Julio
- 27 de julio: John Dalton, químico, físico y matemático británico, que propuso el modelo atómico de Dalton y describió el daltonismo (n. 1766).
- 27 de julio: Juan Bautista Paz, jurista y abogado argentino, gobernador de la provincia de Tucumán y ministro de Argentina (n. 1772).
- 28 de julio: José I Bonaparte, diplomático y político francés, rey de Nápoles y rey de España, nombrado por Napoleón Bonaparte (n. 1768).
- 31 de julio: Casilda Igarzábal, patriota argentina, esposa de uno de los líderes de la Revolución de Mayo, una de las Patricias Argentinas (n. 1774).

### Agosto
- 9 de agosto: Mateo Miguel Ayllón Alonso, jurista y político liberal español, prócer del Reino y ministro de Hacienda de España (n. 1793).
- 15 de agosto: José Coppinger, militar español de origen hispano-irlandés, gobernador de la provincia de La Florida (n. 1773).
- 24 de agosto: Áron Chorin, rabino húngaro y pionero del judaísmo reformista, del uso del órgano y oraciones en lengua vernácula (n. 1766).
- 30 de agosto: Francis Baily, astrónomo británico, descubridor de las perlas de Baily (n. 1774).

### Septiembre
- 2 de septiembre: Vincenzo Camuccini, pintor académico italiano de cuadros religiosos e históricos, de estilo neoclásico (n. 1771).
- 13 de septiembre: Bernardino Bilbao Beyner, abogado y político chileno, presidente de la Cámara de Diputados de Chile (n. 1788).
- 15 de septiembre: Gustav von Hugo, importante jurista alemán, uno de los fundadores de la escuela histórica del derecho (n. 1764).
- 16 de septiembre: José Francisco de Peralta, sacerdote y político costarricense, presidente de la Asamblea Legislativa del estado de Costa Rica (n. 1786).
- 21 de septiembre: Francisco Ramonet, político liberal y militar español, ministro de la Guerra durante la Regencia de María Cristina de Borbón (n. 1774).

### Octubre
- 8 de octubre: Martín Fernández de Navarrete, marino y escritor español (n. 1765).
- 28 de octubre: Sándor Kisfaludy, poeta húngaro, uno de los introductores del romanticismo en la literatura húngara (n. 1772).

### Noviembre
- 12 de noviembre: Jerónimo Merino, conocido como El Cura Merino, sacerdote y líder guerrillero español en la Guerra de la Independencia Española (n. 1769).
- 14 de noviembre: Flora Tristán, escritora y filósofa feminista-socialista francesa, creadora de la consigna Proletarios del mundo uníos (n. 1803).
- 18 de noviembre: José Rondeau, militar y político rioplatense, director supremo de las Provincias Unidas del Río de la Plata (n. 1773).
- 23 de noviembre: Thomas Henderson, matemático y astrónomo escocés, midió la distancia a Alfa Centauri y determinó el paralaje de una estrella fija (n. 1798).

### Diciembre
- 14 de diciembre: Melchor Múzquiz, militar y político mexicano, presidente de los Estados Unidos Mexicanos (n. 1788).
- 24 de diciembre: Christian Joseph Berres, profesor de anatomía austriaco, pionero de la fotomicrografía usando el daguerrotipo (n. 1796).
- 28 de diciembre: Olegario de los Cuetos, marino y militar español, ministro de Estado y ministro de Marina de España (n. 1795).

### Fechas desconocidas
- Leonardo Escalante, político mexicano, gobernador del Estado de Occidente y del Estado de Sonora (n. 1796).
- Pablo Galeana, militar insurgente mexicano (n. 1780).
- Miguel Puch, militar argentino, gobernador de la provincia de Jujuy (n. 1804).
- Zheng Shi, famosa pirata china que comandó una de las mayores flotas de la historia con 2000 barcos (n. 1775).